# Cruce de los Pioneros
Cruce de los Pioneros (también conocido como Cruce Pioneros) es una localidad paraguaya del departamento de Presidente Hayes, ubicada en el kilómetro 408 de la ruta PY09 "Transchaco", a unos 410 km de Asunción.
En la actualidad la localidad posee unos 700 habitantes aproximadamente y forma parte del distrito de Teniente Irala Fernández, ubicado a unos 23 kilómetros de distancia.
Otra carretera asfaltada importante que pasa por la comunidad es la ruta D090 "Ruta de la leche", que comienza en esta localidad y llega hasta Campo Aceval, pasando por varias colonias productoras de leche en esta región del Chaco Central.